# Paul Hotte
Paul Hotte é um diretor de arte canadense. Foi indicado ao Oscar de melhor direção de arte na edição de 2017 pelo filme Arrival. Além deste, é reconhecido por seu trabalho em 300, Catch Me If You Can, The Aviator, Orphan e Dr. Jekyll and Ms. Hyde.